# Beatriz Beltrán Sanz
Beatriz Beltrán Sanz (Tres Cantos, Madrid, 10 de desembre de 1997) és una futbolista professional espanyola. Juga en la posició de defensa a la UDG Tenerife en la Primera Divisió Femenina d'Espanya i ha estat internacional sub-17, sub-19 i sub-20 amb la Selecció d'Espanya.

## Trajectòria

### Reial Societat
Formada en el planter de l'Atlètic de Madrid, en la temporada 2017/18 Beltrán va fitxar per la Reial Societat.
L'11 de maig de 2019, va aconseguir la seua primera Copa de la Reina, amb el conjunt txuri-urdin, en imposar-se per 1 a 2 a l'Atlètic de Madrid en la final que es va disputar en l'estadi del Nuevo Los Cármenes. Aquell seria el seu últim partit oficial amb la samarreta de la Reial Societat.

### València CF
En no renovar el seu contracte amb la Reial Societat, la jugadora va oficialitzar la seua contractació pel València CF el 4 de maig de 2019. En el club valencianista anava a iniciar una nova etapa en la Primera Divisió Femenina a les ordes d'Irene Ferreras.

## Palmarès

### Campionats estatals
| Títol                     | Club               | País    | Any       |
| ------------------------- | ------------------ | ------- | --------- |
| Campiona d'Espanya sub 16 | Selecció de Madrid | Espanya | 2014      |
| Campiona d'Espanya sub 18 | Selecció de Madrid | Espanya | 2015      |
| Copa de la Reina          | Atlètic de Madrid  | Espanya | 2016-2017 |
| Lliga Iberdrola           | Atlètic de Madrid  | Espanya | 2016-2017 |
| Copa de la Reina          | Reial Societat     | Espanya | 2018-2019 |